# Arraiján (corregimiento)
Arraiján es un corregimiento y ciudad cabecera del distrito homónimo en la provincia de Panamá Oeste, República de Panamá. Por esta pasa la carretera Panamericana y es el punto donde la carretera Centenario y la autopista Arraiján-La Chorrera se encuentran. La localidad tiene 44 327 habitantes (2023). En su área metropolitana tiene 142 514 habitantes.
Arraiján fue fundada en 1551 por órdenes del emperador español Carlos V, quien por real cédula instruye a las autoridades coloniales ubicadas en la ciudad de Panamá a fundar una comunidad agrícola en esta región; en dicha orden, se solicita la construcción de una iglesia. Arraiján desaparece de la cartografía y de los catastros oficiales hasta 1735, cuando el obispo Pedro Morcillo Rubio y Auñón se refiere en sus escritos a Arraiján como un lugar fronterizo a la Ciudad de Panamá por la banda del poniente y donde había unas 700 almas. Finalmente, en 1855 Arraiján y su área circundante adquieren la categoría de distrito por la del 12 de septiembre del Estado Federal de Panamá. El 2 de abril de 1856, la ciudad sufrió un incendio del que fue reconstruida posteriormente.